# Tamminiemi
Tamminiemi (schwedisch Villa Ekudden) war der Wohnsitz des finnischen Präsidenten. Die Villa befindet sich in Helsinki.

## Geschichte
Die Villa diente dem finnischen Präsidenten als Wohnsitz von 1940 bis 1981. Nach dem Rücktritt von Urho Kekkonen aus gesundheitlichen Gründen im Jahr 1981, blieb dieser in der Villa bis zu seinem Tod 1986. Für den neuen Präsidenten Mauno Koivisto gab die finnische Regierung den Bau einer neuen Residenz in Auftrag. Die Baumaßnahmen für die Residenz Mäntyniemi begannen im Jahr 1989 und wurden vier Jahre später, 1993, beendet und Tamminiemi war als Wohnsitz abgelöst. Heute befindet sich in der Villa ein Museum über Urho Kekkonen.